# Ray (Dakota du Nord)

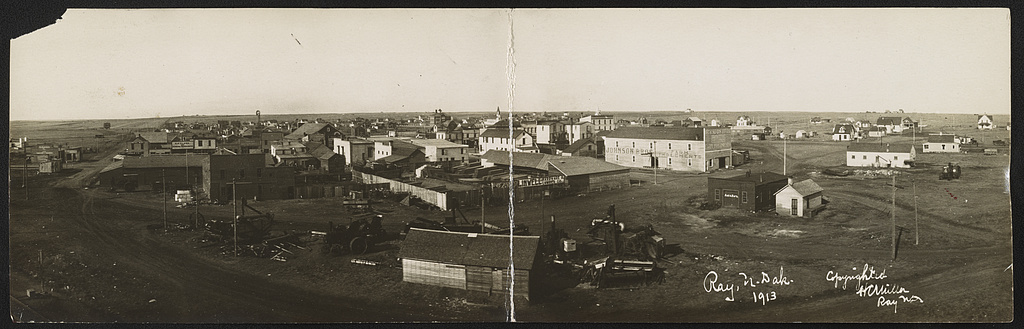
Ray, Dakota du Nord (carte postale panoramique)

Pour les articles homonymes, voir Ray.
La ville américaine de Ray est située dans le comté de Williams, dans l’État du Dakota du Nord. Sa population s’élevait à 592 habitants lors du recensement de 2010, estimée à 796 habitants en 2016.

## Histoire
Ray a été fondée en 1902.

## Démographie
| 1910 | 1920 | 1930 | 1940 | 1950 | 1960  |
| ---- | ---- | ---- | ---- | ---- | ----- |
| 436  | 563  | 621  | 579  | 721  | 1 049 |

| 1970 | 1980 | 1990 | 2000 | 2010 | - |
| ---- | ---- | ---- | ---- | ---- | - |
| 776  | 766  | 603  | 534  | 592  | - |

## Personnalité liée à la ville
La scientifique Mary Sherman Morgan est née à Ray en 1921.

## Source
- (en) Cet article est partiellement ou en totalité issu de l’article de Wikipédia en anglais intitulé « Ray, North Dakota » (voir la liste des auteurs).

1. ↑  (en) « Statistiques des États-Unis - Dakota du nord - Profils des comtés de 2010 » (consulté en juin 2021)